# Chhean Vam
Vam Chhean (em quemer:  ឈាន វ៉ម; 19 de abril de 1916 - 16 de janeiro de 2000) foi um político e nacionalista cambojano. Ele foi primeiro-ministro do Camboja de fevereiro a agosto de 1948. Foi também co-fundador do Partido Democrata em 1946.